# Houlbec-près-le-Gros-Theil
Houlbec-près-le-Gros-Theil is een plaats en voormalige gemeente in het Franse departement Eure (regio Normandië) en telt 82 inwoners (1999). De plaats maakt deel uit van het arrondissement Bernay. Houlbec-près-le-Gros-Theil is op 1 januari 2017 gefuseerd met de gemeenten Berville-en-Roumois en Bosguérard-de-Marcouville tot de gemeente Les Monts du Roumois. 

## Geografie
De oppervlakte van Houlbec-près-le-Gros-Theil bedraagt 2,5 km², de bevolkingsdichtheid is 32,8 inwoners per km².
De onderstaande kaart toont de ligging van Houlbec-près-le-Gros-Theil met de belangrijkste infrastructuur en aangrenzende gemeenten.

## Demografie
Onderstaande figuur toont het verloop van het inwonertal (bron: INSEE-tellingen).